# Nethinius capreolus
Nethinius capreolus là một loài bọ cánh cứng trong họ Cerambycidae.